# Otakar Hořínek
Otakar Hořínek (Prostějov, 12 maggio 1929 – Prostějov, 8 giugno 2015) è stato un tiratore a segno cecoslovacco, dal 1992 ceco.

## Palmarès

### Olimpiadi
- 1 medaglia:
  - 1 argento (Melbourne 1956 nella carabina 50 metri tre posizioni)